# Aegiphila cordifolia
Aegiphila cordifolia là một loài thực vật có hoa trong họ Hoa môi. Loài này được (Ruiz & Pav.) Moldenke mô tả khoa học đầu tiên năm 1932.